# 山家京子
山家 京子（やまが きょうこ、1959年 -）は、平成期の日本の建築学者。都市計画を専門とする。

## 経歴
- 1959年大阪府生まれ。1982年京都工芸繊維大学卒業1984年東京大学大学院工学系研究科建築学専攻修士課程修了。
- 1997年より神奈川大学工学部建築学科講師、2006年教授、山家研究室「都市計画研究室」は「家」をとって「ガケン」と呼ばれる。[1]
- 平成27年度横浜市地域まちづくり推進委員会表彰部会委員[2]

## 受賞
- 2004年度日本建築学会技術部門設計競技「ユビキタス・ネットワーク技術を活用した建築・都市・環境空間システムモデル」優秀賞[3]

## 著作・文献
- 『建築空間計画』 積田 洋/福井 通/赤木 徹也/金子 友美/鈴木 弘樹/山家 京子著
- 『建築・都市計画のための調査・分析方法［改訂版］』共著
- 『建築デザイン用語辞典』共著
- 『空間デザイン事典』共著